# Jillian Loyden
Jillian Loyden (Boston, 25 de junho de 1985) é uma futebolista estadunidense que atua como goleira. Atualmente, joga pelo Central Coast Mariners, emprestada pelo Saint Louis Athletica.